# Onlygames.io

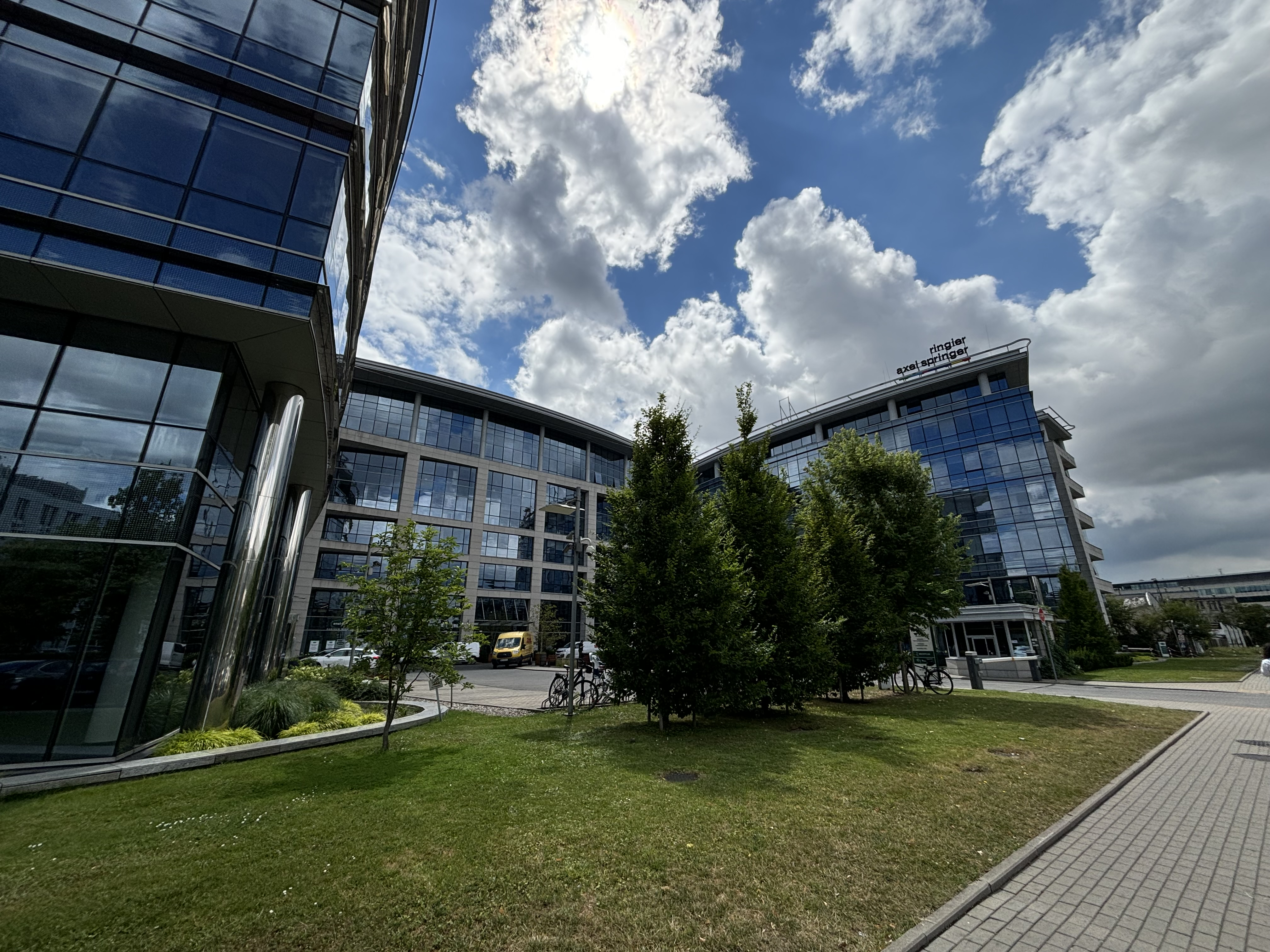
Siedziba Onlygames.io znajduje się w budynku Ringier Axel Springer Polska przy ulicy Domaniewskiej 49; 02-672 Warszawa

Onlygames.io – serwis internetowy uruchomiony w 2021 roku, poświęcony rozrywce elektronicznej z darmowymi grami przeglądarkowymi dostępnymi w zarówno w wersji mobile jak i desktop. Serwis oferuje  dostęp do gier online w sześciu wersjach językowych: polskiej, angielskiej, francuskiej, niemieckiej, ukraińskiej i hiszpańskiej. Platforma udostępnia ponad 3000 gier z różnych gatunków, w tym m.in. pasjanse, puzzle, gry zręcznościowe, sudoku, warcaby, szachy oraz inne gry planszowe. Po zamknięciu portalu nk.pl i w celu uzupełnienia oferty serwisu GamePlanet, do Onlygames wprowadzono rozbudowaną sekcję gier casualowych, cechujących się krótkimi sesjami i niskim poziomem trudności.
Właścicielem serwisu onlygames.io jest Grupa Ringier Axel Springer Polska należąca do Axel Springer SE i Ringier AG.

## Wyniki i popularność
Zgodnie z danymi z raportu Mediapanel z 2025 roku, Onlygames.io zajęło czwarte miejsce w rankingu serwisów gamingowych w Polsce pod względem liczby unikalnych użytkowników. Serwis odwiedza miesięcznie około 150 000 osób, które spędzają na platformie średnio 90 minut dziennie.

### Zawartość i funkcje serwisu

#### Kategorie gier
W serwisie dostępnych jest dziesięć głównych kategorii gier:
- Logiczne – gry rozwijające umiejętność logicznego myślenia, m.in. układanki, łamigłówki, zagadki.
- Strategiczne – wymagające planowania, zarządzania zasobami i podejmowania decyzji strategicznych.
- Farmerskie – rozgrywki o zarządzaniu gospodarstwem rolnym, np. Farm Merge Valley[13].
- Klasyczne – cyfrowe wersje popularnych gier, np. Tetris, Pong, Saper, Asteroids, Block Blast[14].
- Dla dzieci – gry o prostej mechanice i kolorowej oprawie graficznej.
- Zręcznościowe – gry wymagające szybkiego refleksu i zręczności manualnej.
- Wieloosobowe – gry online z trybami rywalizacji i współpracy z innymi graczami.
- Sportowe – symulacje dyscyplin sportowych, m.in. piłki nożnej, koszykówki, tenisa, boksu.
- Barowe – symulują rozgrywki typowe dla barów i pubów, takie jak bilard, pinball, poker czy rzutki.
- RPG (ang. role-playing game) – gry fabularne z rozbudowanymi scenariuszami i rolami postaci[8].

#### Podkategorie
Serwis grupuje gry w 41 podkategorii, obejmujących m.in. rozgrywki edukacyjne, logiczne, karciane, zręcznościowe, planszowe i sportowe. Przykładowe podkategorie to:
- Kolorowanki – gry polegające na uzupełnianiu obrazków kolorami.
- Edukacyjne – gry wspomagające naukę i rozwój umiejętności.
- Zwierzęta – gry, w których fabuła dotyczy zwierząt domowych lub dzikich.
- Ubieranki – gry polegające na stylizacji postaci i ich otoczenia.
- Dla najmłodszych – gry o uproszczonej mechanice przeznaczone dla dzieci.
- Kultowe – znane tytuły uznawane za klasyczne w historii gier.
- Tetris – gry oparte na układaniu spadających klocków[15] .
- Multiplayer – gry dla wielu graczy w trybie online.
- IO – dynamiczne gry wieloosobowe o prostych zasadach. W serwisie Onlygames można zagrać w grę Impostor.[16]
- Gry na 2 osoby – rozgrywki dla dwóch graczy w trybie kooperacji lub rywalizacji.
- Krzyżówki – gry polegające na uzupełnianiu diagramów słownych.
- Zuma – gry z mechaniką usuwania poruszających się kulek.
- Słowne – gry oparte na literach i słowach.
- Sudoku – gry logiczne polegające na uzupełnianiu siatki liczbami.
- Pasjans – gry karciane jednoosobowe. Grą, która zdobyła popularność jest Solitaire Classic 2[17][18].
- Łamigłówki – gry logiczne o różnej tematyce i formie - w tym matematyczne, obrazkowe, logiczne i słowne. W serwisie Onlygames znajdują się łamigłówki dla dzieci i dorosłych. Kultowym tytułem w tej kategorii jest gra Rummikub[19]  i Onet Number[20].
- Ukryte obiekty – gry polegające na znajdowaniu wskazanych przedmiotów.
- Dopasuj 3 – gry wymagające łączenia trzech identycznych elementów. W serwisie Onlygames można zagrać w gry z tej kategorii, takie jak Candy Riddles: Free Match 3 Puzzle[21] i Jewels Blitz 6[22].
- Kulki – gry polegające na eliminacji kolorowych kul[23]. W serwisie znajdują się pozycje, takie jak wszystkie części Bubble Shooter Pro[24]  i Bubble Game 3[25].
- Puzzle – gry polegające na łączeniu elementów w całość.
- Planszowe – cyfrowe wersje gier planszowych, takich jak szachy czy warcaby[26].
- Mahjong – gry logiczne oparte na usuwaniu płytek z planszy. Na Onlygames można zagrać w dwie części gry Mahjong Connect[27]  oraz Butterfy Kyodai[28].
- Karciane – gry oparte na talii kart tradycyjnych lub tematycznych.
- Wyścigi – gry polegające na rywalizacji pojazdów. Popularnym tytułem w serwisie Onlygames jest gra Turbo Race 3D[29].
- Strzelanki – gry wymagające celowania i strzelania do celów.
- Platformówki – gry zręcznościowe oparte na poruszaniu się po planszach. Popularną grą z tej kategorii jest Ogień i Woda Leśna Świątynia[30].
- Na refleks – gry wymagające szybkiej reakcji.
- Bijatyki – gry oparte na walce między postaciami.
- Zimowe – gry z motywem zimowych dyscyplin i krajobrazów. Popularne dyscypliny sportowe, które występują w grach z tej kategorii, to: narciarstwo, snowboarding i hokej na lodzie. Użytkownicy Onlygames grają w grę Ski Jump[31].
- Tenis – gry symulujące rozgrywki tenisowe.
- Siatkówka – gry symulujące mecze siatkówki.
- Piłka nożna – gry piłkarskie oparte na symulacjach meczów.
- Koszykówka – gry symulujące rozgrywki koszykarskie. Gry w koszykówkę online oferują różne tryby: opcje zespołowe lub rozgrywkę jeden na jeden[32].
- Hokej – gry symulujące mecze hokeja na lodzie.
- Golf – gry polegające na rozgrywce na wirtualnym polu golfowym.
- Boks – gry symulujące walki bokserskie. Uzupełnione są często o realistyczne animacje, mechanizmy doskonalenia swojego bohatera oraz różne tryby gry, takie jak: turnieje lub pojedyncze walki.
- Ekonomiczne – gry polegające na zarządzaniu zasobami ludźmi lub finansami. Uczą graczy strategicznego działania i rozwijania zasobów materialnych. Kluczowym elementem gier ekonomicznych jest planowanie kolejnych ruchów, dla uzyskania jak najlepszego wyniku.
- Wojenne – gry o tematyce militarnej i strategicznej.
- Tower defense – gry obronne oparte na strategicznym rozmieszczaniu jednostek.
- Kasyno – gry symulujące rozgrywki hazardowe, takie jak poker, blackjack, automaty, ruletka i wiele innych. Są one odwzorowaniem prawdziwych gier, w które można zagrać w kasynie lub salonach gier. W serwisie Onlygames użytkownicy mogą skorzystać z gier rozrywkowych i zapoznać się z ich zasadami.
- Bilard – zbiór gier, które polegają na uderzaniu bil umieszczonych na stole bilardowym, za pomocą drewnianego kija. Rozgrywki online zazwyczaj odbywają się w formie rywalizacji z innym graczem w prawdziwym klimacie gier barowych[8].

### Partnerzy
Od 2021 roku serwis współpracuje z wydawcą gier Azerion Group N.V. W 2024 roku do oferty dołączyły gry dystrybutora Pikoya LTD.